# Martiño Noriega
Martiño Noriega Sánchez (La Coruña, 22 de febrero de 1975) es médico y político español.

## Biografía
Nació el 22 de febrero de 1975 en La Coruña. Tras criarse en el Ensanche de Santiago de Compostela, se traslada a los cinco años al municipio de Teo. Padre de una niña y un niño, es licenciado en medicina por la Universidad de Santiago de Compostela donde también obtuvo el DEA en Salud Pública en el 2010. Realizó la especialidad en Medicina de Familia en el área sanitaria de Santiago (CS Fontiñas, CHUS) y trabajó posteriormente en el 061 hasta el 2007.

### Trayectoria política
En 1994 empezó su militancia en el Bloque Nacionalista Galego, del que formó parte hasta febrero de 2012, cuando se dio de baja y pasó a formar parte de Anova. En 2007 ganó las elecciones en el municipio de Teo, del que fue alcalde hasta el año 2015. A lo largo de su mandato, destacaron varias iniciativas, como hacer públicos los planes de urbanismo "Urbanismo en rede", de transición energética o la polémica remunicipalización del agua, que ha acabado en los juzgados con una sentencia del juzgado de lo Contencioso Administrativo número 1 de Santiago, en la cual se rechazó la pretensión del gobierno municipal de recibir 2 070 220 euros por parte de la empresa suministradora. Por el contrario, la empresa solicita 4,7 millones de euros como liquidación del servicio, lo que situaría al municipio en una grave situación deficitaria.

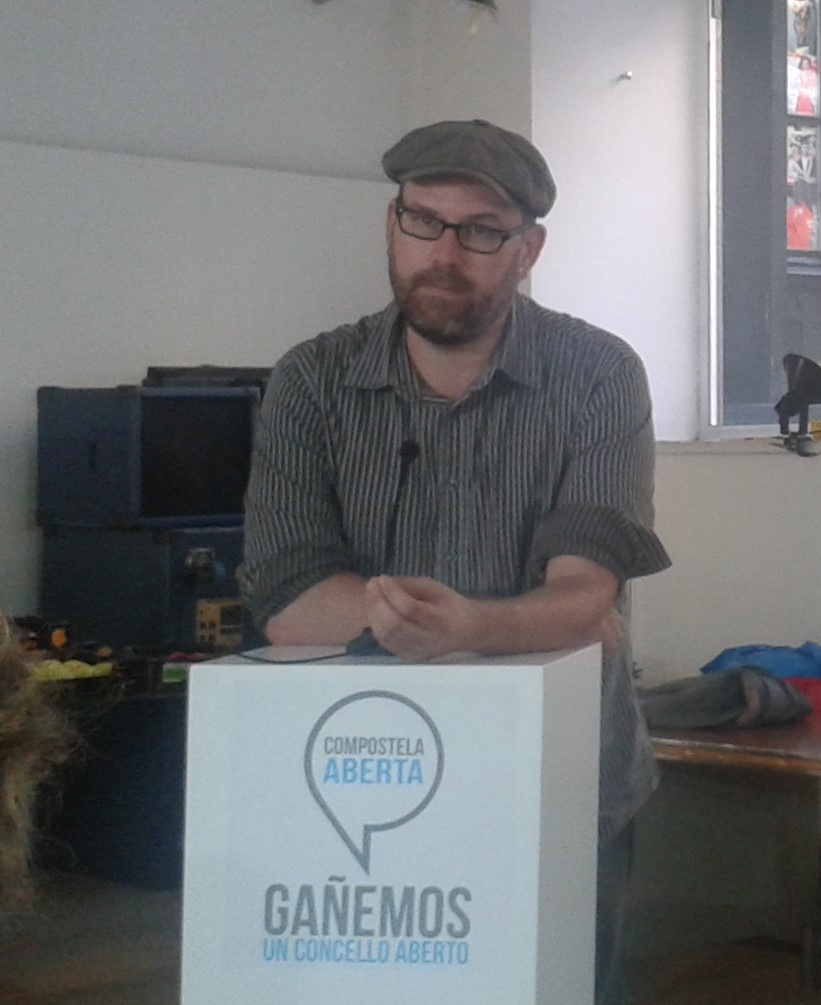
Martiño Noriega en una asamblea de Compostela Aberta. 2015

Después del movimiento del 15M, apuntó de nuevo a su ciudad de origen, presentándose como cabeza de lista de la candidatura de Compostela Aberta en las elecciones municipales de 2015 para el Ayuntamiento de Santiago de Compostela. Tras su victoria, fue investido alcalde de Santiago el 13 de junio de 2015, con el respaldo de los concejales del BNG, sucediendo en el cargo a Agustín Hernández.
En enero de 2017, presentó junto al periodista Daniel Salgado su obra conjunta "A contradicción permanente. Conversa sobre cinco anos de política convulsa. 2012 - 2017"
En enero de 2019, decide recurrir el fallo del Juzgado Contencioso Administrativo número 2 de Santiago de Compostela por el cual el ayuntamiento es condenado a indemnizar a la empresa Doal por más de medio millón de euros tras la remunicipalización del servicio de grúa y la ORA. Dicho fallo pertenece a uno de los cuatro juicios a los que se enfrenta el consistorio tras municipalizar la ORA, ya que la empresa Setex demanda una indemnización de 500.000 euros por la titularidad de los parquímetros y un reclamo por el uso del depósito municipal.
En septiembre de 2018 anunció su intención de ser reelegido como candidato a la alcaldía para las elecciones municipales en mayo de 2019. Quería repetir con el mismo equipo de gobierno para tratar de dar continuidad al capital político y a la experiencia acumulada. No resultó reelegido.